# Melanthia signata
Melanthia signata là một loài bướm đêm trong họ Geometridae.